# Итало Барокко
«Итало Барокко» (итал. Italo) — итальянский фильм 2014 года режиссера Алессии Скарсо.

## Сюжет
Десятилетний Мено из городка Шикли на побережье Сицилии тяжело переживает смерть матери. Его школьная учительница Лаура пытается ему помочь, но не знает как. Отец Мено — мэр города Антонио Бланко также страдает из-за потери жены и ищет утешение в работе. Эксцентричная активистка Луиза Нигро, которая мечтает отобрать у Антонио должность мэра, в поисках популярности проводит закон против бездомных собак, а тем временем Мено встречает симпатичного беспородного пса по кличке Итало и тот становится его другом. Вместе они смогут полностью изменить представление окружающих о дружбе и любви.

## В ролях
- Винченцо Лауретта — Мено (Кармело) Бланко
- Марко Боччи — Антонио Бланко
- Елена Радоничич — Лаура
- Барбара Табита — Луиза Нигро
- Мартина Анточи — Кьяра
- Маттео Корреши — Паоло
- Лусия Сардо — Кончетта
- Андреа Тидона — Марио

## История создания
В основу сценария положены реальные события, произошедшие в 2009 году в том самом городе Шикли, где происходит действие фильма. Реальный пёс Итало Барокко погиб в 2011 году. В фильме его роль исполнил пёс по кличке Томак.